# Mamoudou Hanne
Mamoudou Elimane Hanne (ur. 6 marca 1988 w Ségou w Mali) – francuski lekkoatleta specjalizujący się w biegu na 400 metrów.
Jako junior startował w barwach Mali odpadając w eliminacjach mistrzostw świata juniorów w 2006 oraz zajmując siódmą lokatę w czempionacie Afryki juniorów (2007). Bez sukcesów startował w halowych mistrzostwach świata w 2008 w Walencji. Od 19 marca 2010 reprezentuje Francję – wraz z kolegami z reprezentacji zdobył dla nowej ojczyzny w 2011 halowe mistrzostwo Europy w biegu rozstawnym 4 × 400 metrów (ustanawiając nowy halowy rekord kraju).
Rekordy życiowe: stadion – 45,44 (9 lipca 2017, Bruksela); hala – 46,49 (20 lutego 2011, Aubière). W pierwszych latach kariery Hanne ustanowił szereg rekordów Mali w kategoriach juniorów i seniorów.

## Osiągnięcia
| Rok  | Impreza                                 | Miejsce   | Konkurencja        | Lokata     | Wynik   |         |
| ---- | --------------------------------------- | --------- | ------------------ | ---------- | ------- | ------- |
| 2006 | Mistrzostwa świata juniorów             | Pekin     | bieg na 400 m      | eliminacje | 49,56   | Mali    |
| 2007 | Igrzyska afrykańskie                    | Algier    | bieg na 400 m      | półfinał   | 48,19   | Mali    |
| 2007 | Mistrzostwa Afryki juniorów             | Wagadugu  | bieg na 400 m      | 7. miejsce | 48,81   | Mali    |
| 2008 | Halowe mistrzostwa świata               | Walencja  | bieg na 400 m      | eliminacje | 48,44   | Mali    |
| 2010 | Mistrzostwa Europy                      | Barcelona | sztafeta 4 × 400 m | eliminacje | 3:05,32 | Francja |
| 2011 | Halowe mistrzostwa Europy               | Paryż     | sztafeta 4 × 400 m | 1. miejsce | 3:06,17 | Francja |
| 2013 | Halowe mistrzostwa Europy               | Göteborg  | bieg na 400 m      | półfinał   | 47,08   | Francja |
| 2014 | Mistrzostwa Europy                      | Zurych    | sztafeta 4 × 400 m | 4. miejsce | 2:59:89 | Francja |
| 2015 | Mistrzostwa świata                      | Pekin     | sztafeta 4 × 400 m | 6. miejsce | 3:00,65 | Francja |
| 2017 | IAAF World Relays                       | Nassau    | sztafeta 4 × 400 m | 8. miejsce | 3:06,33 | Francja |
| 2017 | Superliga drużynowych mistrzostw Europy | Lille     | sztafeta 4 × 400 m | 5. miejsce | 3:03,92 | Francja |
| 2017 | Mistrzostwa świata                      | Londyn    | bieg na 400 metrów | eliminacje | 45,89   | Francja |
| 2017 | Mistrzostwa świata                      | Londyn    | sztafeta 4 × 400 m | 8. miejsce | 3:01,79 | Francja |
| 2018 | Igrzyska śródziemnomorskie              | Tarragona | bieg na 400 m      | 3. miejsce | 46,35   | Francja |